# Црква Светог Арханђела Михаила и Гаврила у Конџељу
Црква Светог Арханђела Михаила и Гаврила у Конџељу, општина Прокупље, подигнута 1899. године, припада Епархији нишкој Српске православне цркве и представља непокретно културно добро као  споменик културе.

## Историјат и архитектура
Подигнута је у периоду од 1893. до 1899. године, по предању, на темељима једне старије цркве, која датира из времена аутокефалне Српске Свете Цркве (1219—1321), а верује се да је оснивач Милан Топлица, српски властелин и косовски јунак. Иако представља храм Светих архангела Михаила и Гаврила, црквена слава је 26. јула, односно дан када Српска православна црква и њени верници славе Светог Гаврила. Током свог постојања црква је више пута оправљана и обнављана. У народу је позната као Топличка Грачаница, јер изгледом подсећа на ову задужбину краља Милутина. Представља једнобродну грађевину, триконхоналне основе са три олтарске апсиде на истоку, са једним централним и четири мања кубета. На западу изнад припрате је звоник, а са бочне стране по један вестибул. Посведочене су три старије фреске у унутрашњости цркве и претпоставка је да су, као и иконостас, дело мајстора из радионице Аврама Дичова.
Црква је поново фрескописана од 2000. године. Живописци су Добрица Костић и Бранка Аћимовић-Грчић из Београда. Поред цркве у периоду од 1992. до 1999. године саграђен је конак.